# Hermann Bahner
Hermann Bahner (né le 6 septembre 1867 à Kaiserswerth et mort le 7 mai 1938 à Langen) est un peintre allemand.

## Biographie
Il étudie à l'académie des beaux-arts de Düsseldorf. Il s'installe dans la Hesse en 1901, et vit tantôt à Willingshausen, Bensheim, Oberursel, Schotten ou Langen. Il peint surtout des paysages comprenant des animaux ou des scènes. Lorsqu'il s'installe dans la Hesse, il peint particulièrement la forêt et des paysages locaux.